# Єгорова Любов Іванівна
Любов Іванівна Єгорова (рос. Любовь Ивановна Егорова, 5 травня 1966) — російська лижниця, шестиразова олімпійська чемпіонка.

## Життєпис
Любов Єгорова була однією з найсильніших лижниць у світі в 1990-их. Свою першу медаль чемпіонки світу вона виборола в 1991. На двох зимових Олімпіадах поспіль — у Альбервілі та Ліллехаммері, вона здобувала по три золоті олімпійські медалі, ставши найтитулованішою лижницею в історії. У 1994 Єгорова стала чемпіонкою Холменколленського лижного фестивалю і була нагороджена Холменколленською медаллю.
У 1997 на чемпіонаті світу в Тронхеймі Єгорова перемогла в гонці на 5 км, але була дискваліфікована через позитивну пробу на анаболічний стероїд бромантан.
За успіхи на Олімпіаді у Ліллехаммері в 1994 році Єгорова була нагороджена званням героя Російської Федерації.
Після завершення спортивної кар'єри Єгорова стала кандидатом педагогічних наук, працює проректором Національного державного університету фізичної культури, спорту і здоров'я імені П. Ф. Лесгафта. З 1997 вона є депутатом Законодавчих Зборів Санкт-Петербурга, представляючи Комуністичну партію Російської Федерації.
Почесна громадянка Санкт-Петербурга (1994).